# 海老江出入口
海老江出入口（えびえでいりぐち）は、大阪府大阪市福島区の阪神高速道路3号神戸線の出入口。神戸方面のみ出入口のあるハーフICである。梅田・北新地の最寄り出入口の一つである。
2023年（令和5年）3月1日から、入口がETC専用となっている。

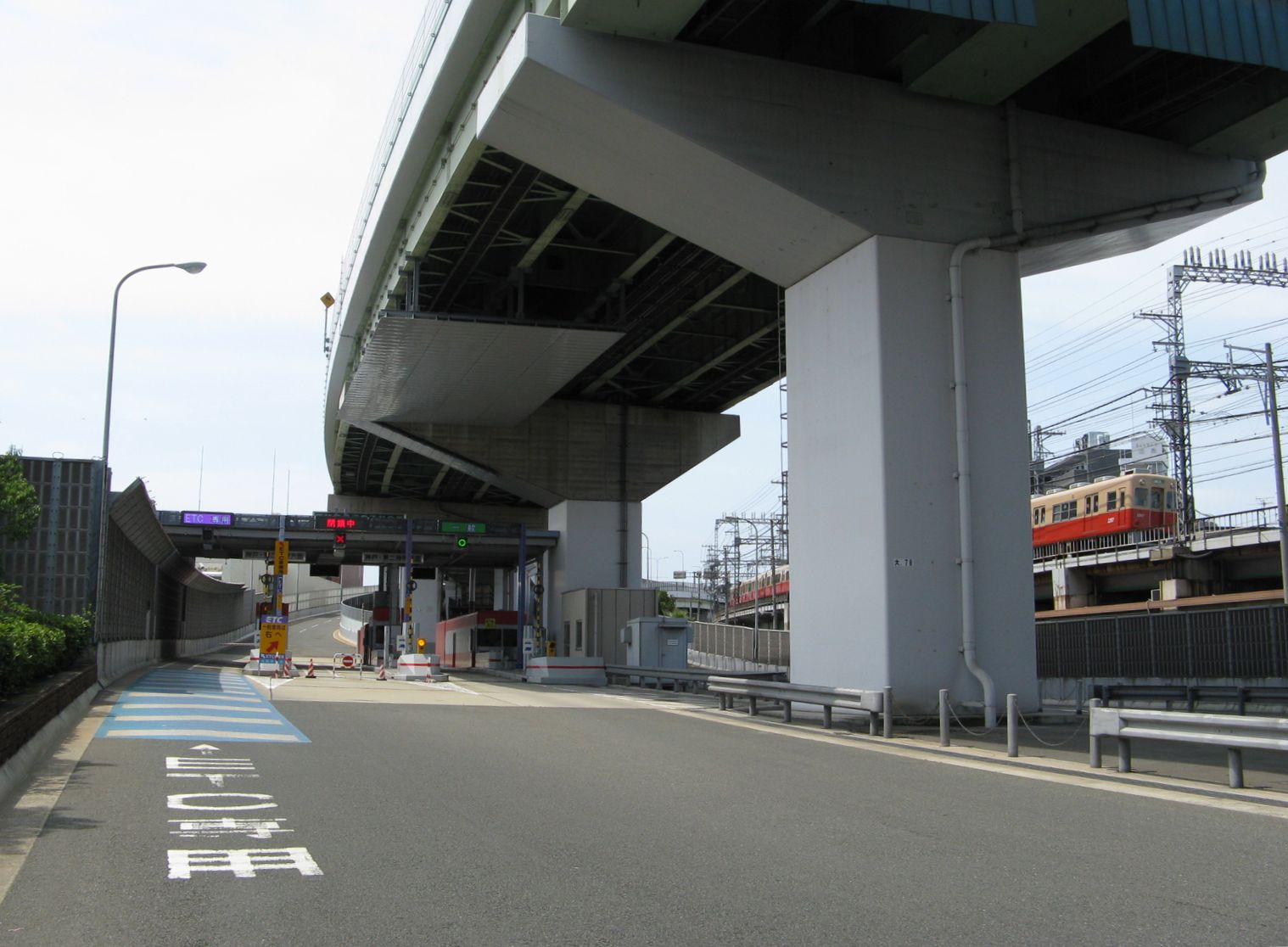
海老江入口

## 道路
- 阪神高速3号神戸線(3-03)

## 料金所

### 海老江料金所
- ブース数：3
  - ETC専用：2
  - サポート：1

## 周辺
- 国道2号
- 国道43号
- 淀川

## 隣
阪神高速3号神戸線
(3-02)中之島西出入口 - (3-03)海老江出入口 - 海老江JCT - (3-04)姫島出入口